# Walter Baltensperger

Walter Baltensperger (1984)

Walter Baltensperger (* 30. Mai 1927; † 15. Juni 2015 in Rio de Janeiro) war ein Schweizer Physiker und Hochschullehrer.

## Leben und Werk
Walter Baltensperger war der Sohn von Walter Baltensperger senior und Nelly Baltensperger-König. Er absolvierte die Kantonsschule in Zürich und erlangte die Maturität 1947. Dann studierte er an der ETH Zürich Mathematik und Physik mit Diplomabschluss in Theoretischer Physik im Jahr 1951. Dieses Studium setzte er an der Victoria-Universität Manchester in Grossbritannien fort und promovierte 1953 bei Léon Rosenfeld mit einer Arbeit über Verunreinigungen in Halbleitern. In Manchester traf er Roberto Salmeron, welcher ihm empfahl, eine Stelle als Assistenzprofessor am Instituto Tecnológico de Aeronáutica de São José dos Campos in Brasilien anzunehmen. Daraufhin kehrte er in die Schweiz zurück und wurde Mitarbeiter von Georg Busch im Laboratorium für Festkörperphysik der ETH Zürich. Dort habilitierte er sich mit einer Arbeit über magnetische Verunreinigungen in Supraleitern. Es folgte ein Jahr als Gastprofessor an der Brown University in Providence, Rhode Island. Dann reiste er erneut nach Brasilien und forschte am Centro Brasileiro de Pesquisas Físicas (CBPF) in Rio de Janeiro. 1965 folgte er einer Berufung als ausserordentlicher Professor an die ETH Zürich. Er spezialisierte sich auf Festkörperphysik, insbesondere elektronische und magnetische Eigenschaften von Halbleitern. 1972 erfolgte die Beförderung zum ordentlichen Professor für Theoretische Physik.
In den Jahren 1984 bis 1991 präsidierte Baltensperger die Forschungskommission der gesamten ETH Zürich. Er wurde 1992 emeritiert.
Er kehrte daraufhin nach Brasilien zurück und forschte als Gastprofessor am CBPF, insbesondere über erdwissenschaftliche Themen.
Baltensperger war seit 1957 mit Igná Bitencourt dos Santos verheiratet und hatte zwei Söhne und eine Tochter.

## Ehrungen
Grand Cross, National Order of Scientific Merit (Brazil)